# Mariahilf-Kapelle (Wallhorn)

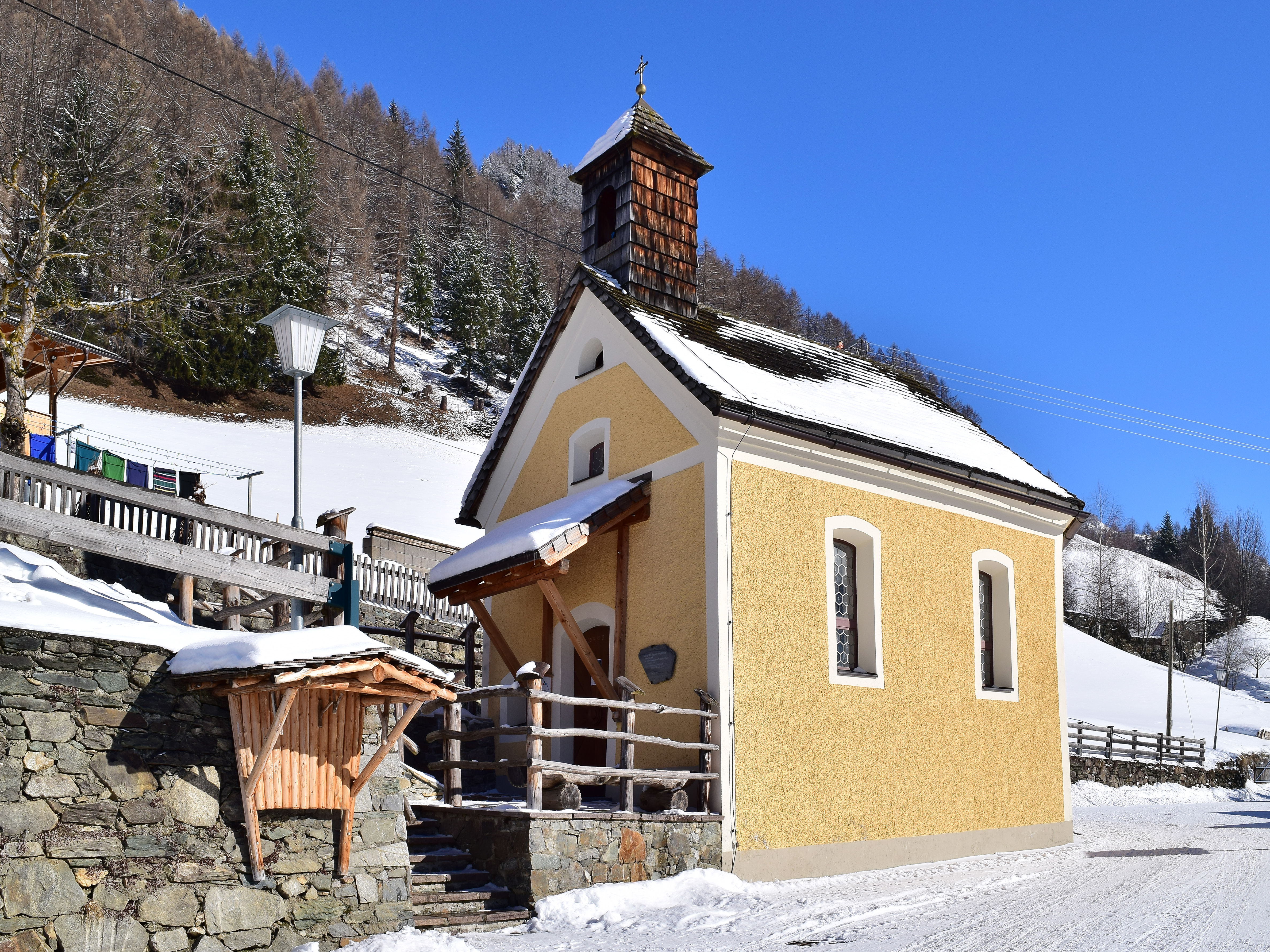
Mariahilf-Kapelle in Wallhorn

Die Mariahilf-Kapelle ist eine römisch-katholische Kapelle in der Gemeinde Prägraten am Großvenediger. Der Sakralbau stammt vermutlich aus dem 17. Jahrhundert und wurde in der Fraktion Wallhorn errichtet. Das Gebäude steht unter Denkmalschutz (Listeneintrag).

## Lage
Die Mariahilf-Kapelle liegt nördlich der Fraktion St. Andrä im westlichen Teil von Wallhorn. Sie befindet sich am Rande einer Häusergruppe im Schnittpunkt einer Gabelung in rund 1400 Metern Höhe.

## Bauwerk
Die Mariahilf-Kapelle ist ein kleiner Sakralbau über rechteckigem Grundriss mit polygonalem Chor, schindelgedecktem Satteldach und hölzernem Dachreiter. Der verschindelte Giebelreiter erhebt sich über dem Eingangsportal und besitzt rundbogige Schallöffnungen und ein Pyramidendach, das von Kugel und Kreuz bekrönt wird. Die gelb verputzten Außenwände sind an den Längsseiten von jeweils zwei flachbogigen geschlossenen Fenstern durchbrochen, die westliche Eingangswand besitzt hingegen ein korbbogig geschlossenes Portal sowie zwei darüberliegende kleine Wandöffnungen. Im Inneren wird die Decke von einem steilen Tonnengewölbe über profiliertem Gesims gebildet, eingangsseitig befindet sich eine hölzerne Empore. 
Der hölzerne Altar mit Marmorfassung stammt aus der Zeit um 1800 und besteht aus einer Kastenmensa mit Rahmenornamentik und Kreuzmedaillon, Doppelsäulen mit Akanthusblattwerk und einem verkröpften Gebälkstück. Der Altar wird von einem Rundgiebel bekrönt, der von Putten, Trauben und Marienmonogramm geschmückt wird. Das Altarblatt zeigt eine Mariahilf-Darstellung in Öl auf Leinwand, wobei das Gemälde eine Cranach-Kopie ist. Als weitere Ausstattungsgegenstände finden sich in der Kapelle ein hölzernes Gestühl aus dem 19. Jahrhundert, Kreuzweggemälde in Öl auf Leinwand, die um 1800 eingesetzt wurden sowie ein Reliquienschrein aus der zweiten Hälfte des 19. Jahrhunderts, der ein Stück der Krippe Jesu beherbergen soll. Des Weiteren beherbergt die Kapelle mehrere Heiligengemälde, ein Vortragekreuz aus der zweiten Hälfte des 18. Jahrhunderts sowie mehrere Konsolenfiguren und zwei Glocken, die nach dem Zweiten Weltkrieg gegossen wurden.